# Joseph Christian von Zedlitz
Joseph Christian, Freiherr von Zedlitz, Barón Joseph Christian von Zedlitz (28 de febrero de 1790, hoy Javorník, República Checa - 16 de marzo de 1862, en Viena, Austria), fue un dramaturgo y poeta épico austriaco.
Su esposa murió en 1836, y al año siguiente fue nominado por el servicio exterior a trabajar para el Ministerio de Relaciones Exteriores. Fue enviado como representante de la corte imperial de Austria a los principados de Sajonia-Weimar-Eisenach, Nassau, Braunschweig, Oldenburg y Reuss. También fue un buen amigo del Barón Joseph von Eichendorff.

## Obra
Sus escritos comparten el ánimo de ensalzar la patria con los de otras personalidades contemporáneas (Radetzky, Schwarzenberg).
- Todtenkränze, 1828
- Gedichte, 1832, 1859
- Soldaten-Büchlein, 2 Bände, 1849/50. - Kerker und Krone, 1834 (Drama)
- Über die orientalische Frage, 1840 (politische Flugschrift)
- Übersetzungen (Lord Byron). - Ausgabe: Dramatische Werke, 4 Bände, 1830-36